# Roberto Scandiuzzi
Roberto Scandiuzzi, né le 14 juillet 1958 à Maserada sul Piave (Italie), est une basse italienne.

## Biographie
Il étudie à Trévise sous la férule d'Anna Maria Bicciato, débutant le 31 juillet 1981 au Teatro Poliziano de Montepulciano avec La figlia del mago de Lorenzo Ferrero et en 1982 au Teatro alla Scala de Milan avec Les Noces de Figaro dirigées par Riccardo Muti. Son interprétation du personnage de Fiesco dans Simon Boccanegra au Covent Garden, sous la direction de di Sir Georg Solti, lui assure un succès international.
Il chante régulièrement sur les scènes internationales les plus importantes: le Metropolitan Opera de New York, l'Opéra Bastille de Paris, la Royal Opera House (Covent Garden), le Wiener Staatsoper, le Bayerische Staatsoper de Munich.
Son répertoire comprend surtout des rôles de basse du drame lyrique du XIXe siècle italien, en particulier de Bellini (Rodolfo dans La Somnambule, Giorgio dans Les Puritains, Oroveso dans La Norma) et de Donizetti (Baldassarre dans La Favorite), auxquels s'ajoutent les grands rôles verdiens de Philippe II  (Don Carlo), Fiesco (Simon Boccanegra), Silva (Ernani), Zaccaria (Nabucco), Padre Guardiano (La forza del destino), Attila, Roger (Jérusalem).
Il chante aussi Méphistofélès dans Mefistofele de Boito et dans La Gioconda de Ponchielli, ainsi que des rôles fameux dans le répertoire français: Faust de Gounod, Don Quichotte de Massenet, Pelléas et Mélisande (Arkel), Roméo et Juliette (Frère Laurent). Dans le répertoire russe, il se distingue dans Boris Godounov, Dossifeï dans La Khovantchina, Gremine dans Eugène Onéguine. Parmi les compositeurs du XXe siècle, il a affronté Stravinsky avec Œdipus rex. En outre, il chante des œuvres d'auteurs contemporains de Lorenzo Ferrero (La figlia del mago, Mare nostro, Salvatore Giuliano, Charlotte Corday).
Pour le concert du nouvel an de Venise de 2006, la Fenice l'a invité avec Fiorenza Cedolins et Joseph Calleja sous la direction de Kurt Masur.
En janvier 2007, Scandiuzzi a fêté son jubilé de vingt-cinq ans de carrière avec sa fille Diletta Rizzo Marin et a reçu le titre d'ambassadeur de l'UNICEF pour l'Italie.

## Discographie
- Amilcare Ponchielli, La Gioconda - Direction Marcello Viotti - EMI - Violeta Urmana, Plácido Domingo, Luciana d'Intino, Elisabetta Fiorillo, Lado Ataneli
- Antonín Dvořák, Stabat Mater op. 58 - Direction Giuseppe Sinopoli, Staatkapelle Dresden - Deutsche Grammophon - Mariana Zvetkova, Ruxandra Donose, Johan Botha
- Giuseppe Verdi, Aroldo - Direction Fabio Luisi, Orchestra del Maggio Musicale Fiorentino - Philips - Neil Shicoff, Carol Vaness, Anthony Michaels-Moore[3]
- Giuseppe Verdi, Jérusalem - Direction Fabio Luisi, Orchestre de la radio suisse romande - Philips - Marina Mechtcheriakova, Marcello Giordani
- Vincenzo Bellini, I puritani (versione napolitaine) - Direction Ferro, Orchestra Sinfonica Siciliana - Fonit Cetra - Katia Ricciarelli, Chris Merritt, Juan Luque Carmona, Eleonora Jankovic
- Vincenzo Bellini, La sonnambula - Direction Marcello Viotti, Münchner Rundfunkorchester - Nightingale - Edita Gruberová, José Bros, Dawn Kotowski, Gloria Banditelli
- Alberto Franchetti, Christophe Colomb - Direction Marcello Viotti, Orchestre symphonique de la radio de Francfort - Koch - Renato Bruson, Rosella Ragatzu, Marco Berti, Gisella Pasino.
- Giacomo Puccini, La bohème, Direction Kent Nagano, London Symphony Orchestra, Erato - Kiri Te Kanawa, Richard Leech, Alan Titus, Nancy Gustafson, Gino Quilico.
- Gioachino Rossini, Stabat Mater - Direction Chung Myung-whun, Wiener Philharmoniker - Deutsche Grammophon - Liouba Orgonassova, Cecilia Bartoli, Raul Gimenez
- Giuseppe Verdi, Don Carlo - Direction Bernard Haitink, Orchestra of the Royal Opera House Covent Garden - Philips - Galina Gortchakova, Olga Borodina, Dmitri Khvorostovski, Richard Margison, Robert Lloyd, Ildebrando D'Arcangelo
- Giuseppe Verdi, Messa di requiem - Direction Michel Plasson, Orchestre du Capitole de Toulouse - EMI - Julia Varady, Felicity Palmer, Keith Olsen
- Giuseppe Verdi, Nabucco - Direction Anton Guadagno, Orchestra Arena di Verona - Multigram - Piero Cappuccilli, Linda Roark Strummer, Marta Senn, Nunzio Todisco
- Giuseppe Verdi, Rigoletto - Direction James Levine, Metropolitan Opera Orchestra - Deutsche Grammophon - Vladimir Tchernov, Cheryl Studer, Luciano Pavarotti
- Giuseppe Verdi, Simon Boccanegra - Direction Roberto Paternostro, Orchestre symphonique de Tokyo - Capriccio - Renato Bruson, Mariana Nicolesco, Giuseppe Sabbatini
- AA. VV. A Diletta - Recital dedicato alla figlia - Nightingale - Friedrich Haider (pianoforte)
- Giacomo Puccini Turandot - Direction Daniel Oren, Orchestra del Teatro comunale dell'Opera di Genova - Nuova Era - Ghena Dimitrova, Nicola Martinucci, Cecilia Gasdia, Giancarlo Ceccarini
- Giuseppe Verdi, Messa di Requiem, Gioachino Rossini, Stabat Mater - Direction Gianluigi Gelmetti, Orchestre symphonique de la radio SWR de Stuttgart - Serenissima - Chris Merritt, Daniela Dessì, Gloria Scalchi
- Giuseppe Verdi Macbeth - Direction Gustav Kuhn, Orchestre philharmonique de Tokyo - Sine Qua Non - Renato Bruson, Gwyneth Jones, Alfredo Cupido
- Giuseppe Verdi, Simon Boccanegra - Direction Antonello Allemandi, Orchestre philharmonique de Cluj - RTVE - Roberto Frontali, Cristina Gallardo-Domâs, Roberto Aronica.